# 백종문
백종문(1958년 12월 11일 ~ )은 대한민국의 언론인이다.

## 경력
- 1984년 문화방송 입사
- 2000년 10월 문화방송 시사교양국 교양4CP
- 2002년 3월 문화방송 시사제작국 시사제작6CP
- 2005년 3월 문화방송 홍보심의국 심의부 부장
- 2007년 3월 문화방송 편성국 시청자연구소 소장
- 2008년 3월 문화방송 편성국 TV편성부 부장
- 2010년 3월 문화방송 편성국 국장
- 2011년 2월 ~ 2014년 3월 문화방송 편성제작본부 본부장
- 2014년 3월 문화방송 경영기획본부 본부장
- 2014년 3월 ~ 2017년 2월 문화방송 미래전략본부 본부장
- 2014년 4월 ~ 제16대 여의도클럽 회장
- 2017년 2월 25일 ~ 2017년 11월 14일 문화방송 부사장
- 2017년 11월 14일 ~ 2017년 11월 15일 문화방송 사장 직무대리 (2017년 11월 15일 사임)

## 학력
- 휘문고등학교 졸업
- 한양대학교 신문방송학과 학사
- 한양대학교 대학원 신문방송학과 언론학 석사

## 가족 관계
- 어머니 : 이종진 ( ~ 2021년 8월 22일)
- 배우자 : 안진이 ( ~ 2021년 6월 12일)
  - 슬하 : 백동하, 백수정
- 친척 : 백종혁, 백종권